# Lola Young
Lola Emily Mary Young (? –) brit énekesnő és dalszerző.
Leginkább 2024-ben megjelent "Messy" című slágeréről ismert, amely a hazája kislemezlistájának első helyéig jutott, a Billboard Hot 100 listán pedig a 14. helyig, de számtalan más ország kislemezlistájára is felkerült, ezek közül Ausztráliában, Belgiumban, Horvátországban, Írországban és Izraelben első lett. A dal a This Wasn't Meant for You Anyway című albumról származik, amely a brit albumlistán 16. helyig jutott. Harmadik stúdióalbuma 2025 őszén jelenik meg.
Youngot 17 éves korában szkizoaffektív zavarral diagnosztizálták. 2025-ben bejelentette hogy biszexuális.

## Diszkográfia

### Stúdióalbumok
- My Mind Wanders and Sometimes Leaves Completely (2023)
- This Wasn't Meant for You Anyway (2024)
- I'm Only F**king Myself (2025)